# Wereldkampioenschappen wielrennen 2020 - Wegrit mannen elite
De 87e editie van de wegrit voor elite mannen op de wereldkampioenschappen wielrennen werd gehouden op 27 september 2020, als traditionele afsluiter van de wereldkampioenschappen wielrennen. Titelverdediger was de Deense wielrenner Mads Pedersen, maar hij werd niet geselecteerd door de Deense wielerbond.

## Deelnemers

#### Denemarken
| № | Renner                  | Ploeg                      |
| - | ----------------------- | -------------------------- |
| 1 | Jakob Fuglsang          | Astana Pro Team            |
| 2 | Niklas Eg               | Trek-Segafredo             |
| 3 | Jonas Gregaard          | Astana Pro Team            |
| 4 | Jesper Hansen           | Cofidis, Solutions Crédits |
| 5 | Mikkel Frølich Honoré   | Deceuninck–Quick-Step      |
| 6 | Michael Valgren         | NTT Pro Cycling            |
| 7 | Christopher Juul-Jensen | Mitchelton-Scott           |
| 8 | Casper Pedersen         | Team Sunweb                |

#### Slovenië
| №  | Renner          | Ploeg             |
| -- | --------------- | ----------------- |
| 9  | Janez Brajkovič | Adria Mobil       |
| 10 | Luka Mezgec     | Mitchelton-Scott  |
| 11 | Domen Novak     | Bahrain McLaren   |
| 12 | Luka Pibernik   | Bahrain McLaren   |
| 13 | Tadej Pogačar   | UAE Team Emirates |
| 14 | Jan Polanc      | UAE Team Emirates |
| 15 | Primož Roglič   | Team Jumbo-Visma  |
| 16 | Jan Tratnik     | Bahrain McLaren   |

#### Italië
| №  | Renner             | Ploeg                 |
| -- | ------------------ | --------------------- |
| 17 | Andrea Bagioli     | Deceuninck–Quick-Step |
| 18 | Alberto Bettiol    | EF Pro Cycling        |
| 19 | Gianluca Brambilla | Trek-Segafredo        |
| 20 | Damiano Caruso     | Bahrain McLaren       |
| 21 | Fausto Masnada     | Deceuninck–Quick-Step |
| 22 | Vincenzo Nibali    | Trek-Segafredo        |
| 23 | Diego Ulissi       | UAE Team Emirates     |
| 24 | Giovanni Visconti  | Vini Zabù-KTM         |

#### België
| №  | Renner            | Ploeg                 |
| -- | ----------------- | --------------------- |
| 25 | Tiesj Benoot      | Team Sunweb           |
| 26 | Oliver Naesen     | AG2R La Mondiale      |
| 27 | Pieter Serry      | Deceuninck–Quick-Step |
| 28 | Jasper Stuyven    | Trek-Segafredo        |
| 29 | Wout van Aert     | Team Jumbo-Visma      |
| 30 | Greg Van Avermaet | CCC Team              |
| 31 | Loïc Vliegen      | Circus-Wanty-Gobert   |
| 32 | Tim Wellens       | Lotto Soudal          |

#### Frankrijk
| №  | Renner             | Ploeg                            |
| -- | ------------------ | -------------------------------- |
| 33 | Julian Alaphilippe | Deceuninck–Quick-Step            |
| 34 | Julien Bernard     | Trek-Segafredo                   |
| 35 | Kenny Elissonde    | Trek-Segafredo                   |
| 36 | Valentin Madouas   | Groupama-FDJ                     |
| 37 | Guillaume Martin   | Cofidis, Solutions Crédits       |
| 38 | Rudy Molard        | Groupama-FDJ                     |
| 39 | Quentin Pacher     | B&B Hotels-Vital Concept p/b KTM |
| 40 | Nans Peters        | AG2R La Mondiale                 |

#### Nederland
| №  | Renner             | Ploeg                        |
| -- | ------------------ | ---------------------------- |
| 41 | Tom Dumoulin       | Team Jumbo-Visma             |
| 42 | Pascal Eenkhoorn   | Team Jumbo-Visma             |
| 43 | Sam Oomen          | Team Sunweb                  |
| 44 | Antwan Tolhoek     | Team Jumbo-Visma             |
| 45 | Martijn Tusveld    | Team Sunweb                  |
| 46 | Dylan van Baarle   | Team INEOS                   |
| 47 | Nick van der Lijke | Riwal Securitas Cycling Team |
| 48 | Pieter Weening     | Trek-Segafredo               |

#### Colombia
| №  | Renner                 | Ploeg             |
| -- | ---------------------- | ----------------- |
| 49 | Esteban Chaves         | Mitchelton-Scott  |
| 50 | Sergio Henao           | UAE Team Emirates |
| 51 | Sergio Higuita         | EF Pro Cycling    |
| 52 | Miguel Ángel López     | Astana Pro Team   |
| 53 | Daniel Felipe Martínez | EF Pro Cycling    |
| 54 | Cristian Camilo Muñoz  | UAE Team Emirates |
| 55 | Harold Tejada          | Astana Pro Team   |
| 56 | Rigoberto Urán         | EF Pro Cycling    |

#### Duitsland
| №  | Renner                | Ploeg            |
| -- | --------------------- | ---------------- |
| 57 | Nikias Arndt          | Team Sunweb      |
| 58 | John Degenkolb        | Lotto Soudal     |
| 59 | Nico Denz             | Team Sunweb      |
| 60 | Simon Geschke         | CCC Team         |
| 61 | Jonas Koch            | CCC Team         |
| 62 | Paul Martens          | Team Jumbo-Visma |
| 63 | Maximilian Schachmann | BORA-hansgrohe   |
| 64 | Georg Zimmermann      | CCC Team         |

#### Spanje
| №  | Renner             | Ploeg                      |
| -- | ------------------ | -------------------------- |
| 65 | Pello Bilbao       | Bahrain McLaren            |
| 66 | David de la Cruz   | UAE Team Emirates          |
| 67 | Jesús Herrada      | Cofidis, Solutions Crédits |
| 68 | Mikel Landa        | Bahrain McLaren            |
| 69 | Enric Mas          | Movistar Team              |
| 70 | Luis León Sánchez  | Astana Pro Team            |
| 71 | Marc Soler         | Movistar Team              |
| 72 | Alejandro Valverde | Movistar Team              |

#### Australië
| №  | Renner           | Ploeg            |
| -- | ---------------- | ---------------- |
| 73 | Simon Clarke     | EF Pro Cycling   |
| 74 | Luke Durbridge   | Mitchelton-Scott |
| 75 | Chris Hamilton   | Team Sunweb      |
| 76 | Jai Hindley      | Team Sunweb      |
| 77 | Damien Howson    | Mitchelton-Scott |
| 78 | Michael Matthews | Team Sunweb      |
| 79 | Richie Porte     | Trek-Segafredo   |
| 80 | Nick Schultz     | Mitchelton-Scott |

#### Groot-Brittannië
| №  | Renner                  | Ploeg                        |
| -- | ----------------------- | ---------------------------- |
| 81 | Hugh Carthy             | EF Pro Cycling               |
| 82 | Ethan Hayter            | Team INEOS                   |
| 83 | James Knox (wielrenner) | Deceuninck–Quick-Step        |
| 84 | Tom Pidcock             |                              |
| 85 | Luke Rowe               | Team INEOS                   |
| 86 | James Shaw (wielrenner) | Riwal Securitas Cycling Team |

#### Noorwegen
| №  | Renner               | Ploeg                  |
| -- | -------------------- | ---------------------- |
| 87 | Odd Christian Eiking | Circus-Wanty-Gobert    |
| 88 | Carl Fredrik Hagen   | Lotto Soudal           |
| 89 | Markus Hoelgaard     | Uno-X Pro Cycling Team |
| 90 | Vegard Stake Laengen | UAE Team Emirates      |
| 91 | Andreas Leknessund   | Uno-X Pro Cycling Team |
| 92 | Torstein Træen       | Uno-X Pro Cycling Team |

#### Rusland
| №  | Renner               | Ploeg           |
| -- | -------------------- | --------------- |
| 93 | Sergej Chernetski    | Gazprom-RusVelo |
| 94 | Viacheslav Kuznetsov | Gazprom-RusVelo |
| 95 | Konstantin Nekrasov  |                 |
| 96 | Petr Rikoenov        | Gazprom-RusVelo |
| 97 | Ivan Rovny           | Gazprom-RusVelo |
| 98 | Dmitry Strakhov      | Gazprom-RusVelo |

#### Polen
| №   | Renner                | Ploeg                |
| --- | --------------------- | -------------------- |
| 99  | Stanisław Aniołkowski | CCC Development Team |
| 100 | Michał Gołaś          | Team INEOS           |
| 101 | Michał Kwiatkowski    | Team INEOS           |
| 102 | Kamil Małecki         | Lotto Soudal         |
| 103 | Łukasz Owsian         | Team Arkéa Samsic    |
| 104 | Maciej Paterski       | Wibatech Merx 7R     |

#### Nieuw-Zeeland
| №   | Renner            | Ploeg             |
| --- | ----------------- | ----------------- |
| 105 | George Bennett    | Team Jumbo-Visma  |
| 106 | Patrick Bevin     | CCC Team          |
| 107 | Finn Fisher-Black | UAE Team Emirates |
| 108 | Dion Smith        | Mitchelton-Scott  |

#### Ierland
| №   | Renner        | Ploeg          |
| --- | ------------- | -------------- |
| 109 | Ben Healy     |                |
| 110 | Ryan Mullen   | Trek-Segafredo |
| 111 | Nicolas Roche | Team Sunweb    |

#### Zwitserland
| №   | Renner            | Ploeg                       |
| --- | ----------------- | --------------------------- |
| 112 | Michael Albasini  | Mitchelton-Scott            |
| 113 | Silvan Dillier    | AG2R La Mondiale            |
| 114 | Enrico Gasparotto | NTT Pro Cycling             |
| 115 | Marc Hirschi      | Team Sunweb                 |
| 116 | Simon Pellaud     | Androni Giocattoli-Sidermec |
| 117 | Michael Schär     | AG2R La Mondiale            |

#### Ecuador
| №   | Renner                  | Ploeg                  |
| --- | ----------------------- | ---------------------- |
| 118 | Jonathan Kléver Caicedo | EF Pro Cycling         |
| 119 | Richard Carapaz         | Team INEOS             |
| 120 | Jefferson Cepeda        | Caja Rural-Seguros RGA |

#### Portugal
| №   | Renner          | Ploeg             |
| --- | --------------- | ----------------- |
| 121 | Rui Costa       | UAE Team Emirates |
| 122 | Ruben Guerreiro | EF Pro Cycling    |
| 123 | Ivo Oliveira    | UAE Team Emirates |
| 124 | Nélson Oliveira | Movistar Team     |

#### Slowakije
| №   | Renner           | Ploeg                 |
| --- | ---------------- | --------------------- |
| 125 | Juraj Bellan     | Dukla Banska Bystrica |
| 126 | Marel Čanecký    | Dukla Banska Bystrica |
| 127 | Ján Andrej Cully | Dukla Banska Bystrica |
| 128 | Martin Haring    | Dukla Banska Bystrica |
| 129 | Patrik Tybor     | Dukla Banska Bystrica |

#### Verenigde Staten
| №   | Renner          | Ploeg             |
| --- | --------------- | ----------------- |
| 130 | Lawson Craddock | EF Pro Cycling    |
| 131 | Sepp Kuss       | Team Jumbo-Visma  |
| 132 | Brandon McNulty | UAE Team Emirates |
| 133 | Neilson Powless | EF Pro Cycling    |

#### Oostenrijk
| №   | Renner                | Ploeg                            |
| --- | --------------------- | -------------------------------- |
| 134 | Tobias Bayer          | Tirol KTM Cycling Team           |
| 135 | Marco Friedrich       | Tirol KTM Cycling Team           |
| 136 | Felix Gall            | Team Sunweb                      |
| 137 | Sebastian Schönberger | B&B Hotels-Vital Concept p/b KTM |
| 138 | Markus Wildauer       | Tirol KTM Cycling Team           |
| 139 | Riccardo Zoidl        | Team Felbermayr-Simplon Wels     |

#### Tsjechië
| №   | Renner        | Ploeg        |
| --- | ------------- | ------------ |
| 140 | Josef Černý   | CCC Team     |
| 141 | Jan Hirt      | CCC Team     |
| 142 | Jakub Otruba  | Elkov-Kasper |
| 143 | Adam Ťoupalík | Elkov-Kasper |

#### Kazachstan
| №   | Renner             | Ploeg           |
| --- | ------------------ | --------------- |
| 144 | Zhandos Bizhigitov | Astana Pro Team |
| 145 | Daniil Fominykh    | Astana Pro Team |
| 146 | Dmitriy Gruzdev    | Astana Pro Team |
| 147 | Alexey Lutsenko    | Astana Pro Team |
| 148 | Yuriy Natarov      | Astana Pro Team |
| 149 | Vadïm Pronskïy     | Astana Pro Team |

#### Zuid-Afrika
| №   | Renner           | Ploeg           |
| --- | ---------------- | --------------- |
| 150 | Nicholas Dlamini | NTT Pro Cycling |
| 151 | Louis Meintjes   | NTT Pro Cycling |

#### Estland
| №   | Renner        | Ploeg          |
| --- | ------------- | -------------- |
| 152 | Tanel Kangert | EF Pro Cycling |
| 153 | Peter Pruus   |                |

#### Luxemburg
| №   | Renner       | Ploeg            |
| --- | ------------ | ---------------- |
| 154 | Ben Gastauer | AG2R La Mondiale |

#### Oekraïne
| №   | Renner          | Ploeg            |
| --- | --------------- | ---------------- |
| 155 | Anatoliy Budyak | Wibatech Merx 7R |

#### Eritrea
| №   | Renner                 | Ploeg                      |
| --- | ---------------------- | -------------------------- |
| 156 | Natnael Berhane        | Cofidis, Solutions Crédits |
| 157 | Amanuel Gebreigzabhier | NTT Pro Cycling            |
| 158 | Merhawi Kudus          | Astana Pro Team            |

#### Canada
| №   | Renner             | Ploeg                  |
| --- | ------------------ | ---------------------- |
| 159 | Guillaume Boivin   | Israel Start-Up Nation |
| 160 | Alexander Cataford | Israel Start-Up Nation |
| 161 | Hugo Houle         | Astana Pro Team        |
| 162 | Michael Woods      | EF Pro Cycling         |

#### Letland
| №   | Renner             | Ploeg                  |
| --- | ------------------ | ---------------------- |
| 163 | Viesturs Lukševics | Amore&Vita-Prodir      |
| 164 | Krists Neilands    | Israel Start-Up Nation |
| 165 | Toms Skujiņš       | Trek-Segafredo         |

#### Wit-Rusland
| №   | Renner                | Ploeg             |
| --- | --------------------- | ----------------- |
| 166 | Alexander Riabushenko | UAE Team Emirates |

#### Hongarije
| №   | Renner        | Ploeg    |
| --- | ------------- | -------- |
| 167 | Attila Valter | CCC Team |

#### Litouwen
| №   | Renner              | Ploeg                    |
| --- | ------------------- | ------------------------ |
| 168 | Evaldas Šiškevičius | NIPPO DELKO One Provence |

#### Azerbeidzjan
| №   | Renner        | Ploeg                   |
| --- | ------------- | ----------------------- |
| 169 | Elchin Asadov | Bahrain Cycling Academy |

#### Zweden
| №   | Renner         | Ploeg                        |
| --- | -------------- | ---------------------------- |
| 170 | Lucas Eriksson | Riwal Securitas Cycling Team |

#### Griekenland
| №   | Renner                 | Ploeg |
| --- | ---------------------- | ----- |
| 171 | Polychronis Tzortzakis |       |

#### Japan
| №   | Renner          | Ploeg           |
| --- | --------------- | --------------- |
| 172 | Yukiya Arashiro | Bahrain McLaren |

#### Roemenië
| №   | Renner               | Ploeg                    |
| --- | -------------------- | ------------------------ |
| 173 | Eduard-Michael Grosu | NIPPO DELKO One Provence |

#### Costa Rica
| №   | Renner       | Ploeg                       |
| --- | ------------ | --------------------------- |
| 174 | Kevin Rivera | Androni Giocattoli-Sidermec |

#### Mexico
| №   | Renner                  | Ploeg                      |
| --- | ----------------------- | -------------------------- |
| 175 | Ulises Alfredo Castillo | Elevate-Wiblex Pro Cycling |

#### Rwanda
| №   | Renner         | Ploeg |
| --- | -------------- | ----- |
| 176 | Samuel Mugisha |       |

#### Marocco
| №   | Renner            | Ploeg                              |
| --- | ----------------- | ---------------------------------- |
| 177 | Abderrahim Zahiri | General Store Essegibi F.lli Curia |

## Uitslag
| #      | Renner                | Land        | Tijd     |
| ------ | --------------------- | ----------- | -------- |
| Goud   | Julian Alaphilippe    | Frankrijk   | 6u38'34" |
| Zilver | Wout van Aert         | België      | +24"     |
| Brons  | Marc Hirschi          | Zwitserland | z.t.     |
| 4      | Michał Kwiatkowski    | Polen       | z.t.     |
| 5      | Jakob Fuglsang        | Denemarken  | z.t.     |
| 6      | Primož Roglič         | Slovenië    | z.t.     |
| 7      | Michael Matthews      | Australië   | +53"     |
| 8      | Alejandro Valverde    | Spanje      | z.t.     |
| 9      | Maximilian Schachmann | Duitsland   | z.t.     |
| 10     | Damiano Caruso        | Italië      | z.t.     |
|        |                       |             |          |
| 14     | Tom Dumoulin          | Nederland   | z.t.     |

1927 · 
1928 · 
1929 · 
1930 · 
1931 · 
1932 · 
1933 · 
1934 · 
1935 · 
1936 · 
1937 · 
1938 · 
1946 · 
1947 · 
1948 · 
1949 · 
1950 · 
1951 · 
1952 · 
1953 · 
1954 · 
1955 · 
1956 · 
1957 · 
1958 · 
1959 · 
1960 · 
1961 · 
1962 · 
1963 · 
1964 · 
1965 · 
1966 · 
1967 · 
1968 · 
1969 · 
1970 · 
1971 · 
1972 · 
1973 · 
1974 · 
1975 · 
1976 · 
1977 · 
1978 · 
1979 · 
1980 · 
1981 · 
1982 · 
1983 · 
1984 · 
1985 · 
1986 · 
1987 · 
1988 · 
1989 · 
1990 · 
1991 · 
1992 · 
1993 · 
1994 · 
1995 · 
1996 · 
1997 · 
1998 · 
1999 · 
2000 · 
2001 · 
2002 · 
2003 · 
2004 · 
2005 · 
2006 · 
2007 · 
2008 · 
2009 ·
2010 · 
2011 · 
2012 · 
2013 · 
2014 · 
2015 · 
2016 · 
2017 · 
2018 · 
2019 · 
2020 · 
2021 · 
2022 · 
2023 · 
2024 · 
2025